# Fonts baptismaux de Saint-Germain-de-Vibrac

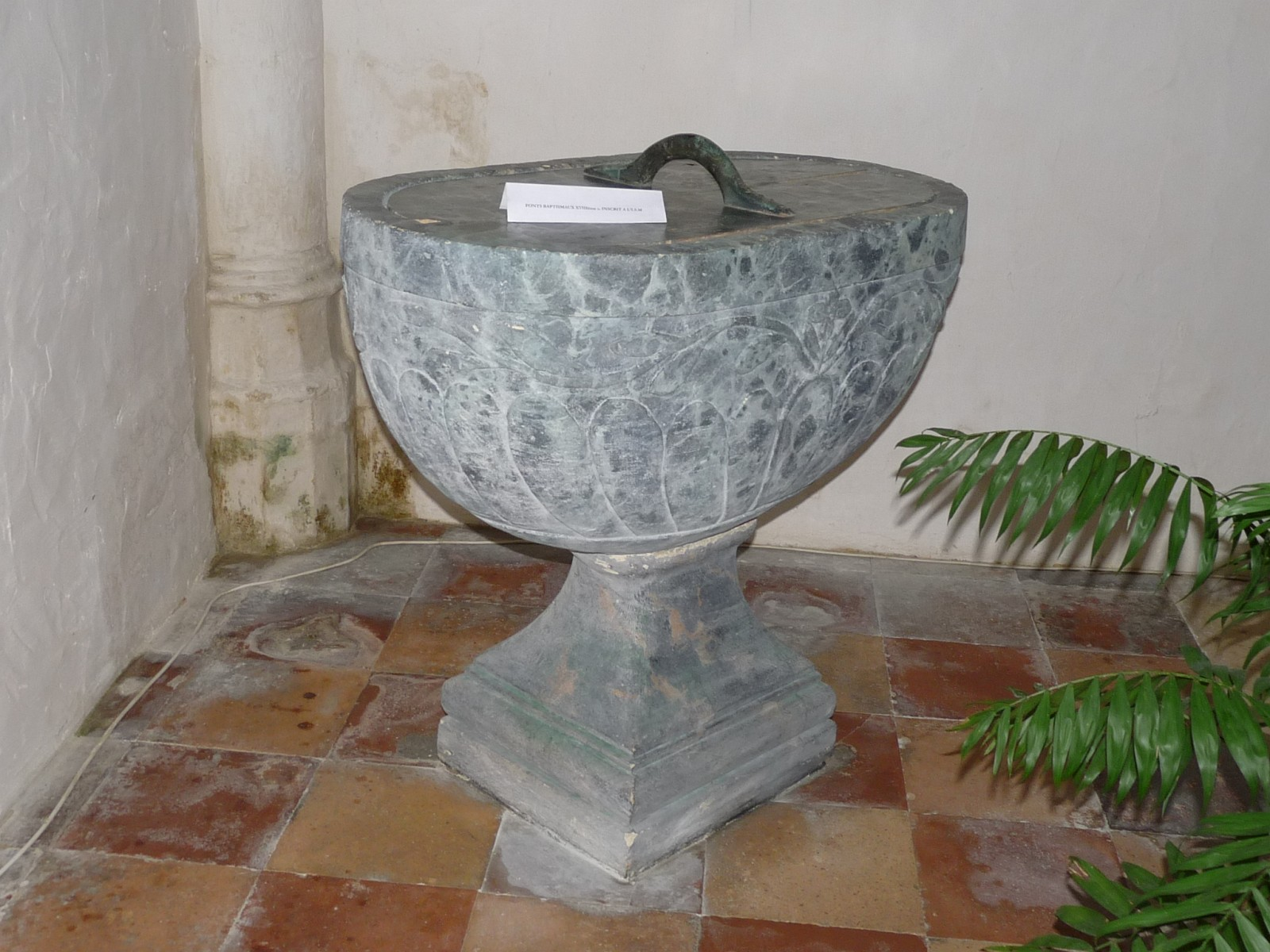
Fonts baptismaux à Saint-Germain-de-Vibrac

Les fonts baptismaux de l'église Saint-Germain à Saint-Germain-de-Vibrac, une commune du département de la Charente-Maritime dans la région Nouvelle-Aquitaine en France, sont créés au 18e siècle. Les fonts baptismaux en calcaire sont depuis 1976 inscrits monuments historiques au titre d'objet.
La cuve monolithique est sculptée entre autres des fleurs stylisées et repose sur un socle carré travaillé. L'ensemble peint en faux marbre vert s'inscrit dans le style du 18e siècle. 